# 小行星20879
小行星20879（20879 Chengyuhsuan）是一颗绕太阳运转的小行星，为主小行星带小行星。该小行星于2000年11月3日发现。

## 轨道参数
小行星20879的轨道半长轴为2.3036955 UA，离心率为0.085。